# Patro de Lévis
Le Patro de Lévis est un patro situé à Lévis (Canada). Fondé le 13 janvier 1907, c'est le troisième patronage du Canada à voir le jour. Le Patro caractérise sa mission comme étant celle d'offrir à la communauté de Lévis des milieux de vie uniques et ludiques pour que tous puissent partager, s'amuser, évoluer et tisser des liens. Les valeurs principales du Patro sont l'entraide, le respect des personnes, l'accessibilité, l'engagement et la pérennité.

## Historique
- 13 janvier 1907 : fondation du patronage par le père Alexandre Nunesvais, membre de la communauté des religieux de Saint-Vincent-de-Paul[1].
- 1966 : installation dans le sous-sol de l'école secondaire Champagnat[3]
- 1980 : ouverture des activités aux adultes et aux personnes âgées[1].
- 2007 : installation dans l'ancien Monastère de la Visitation[3].

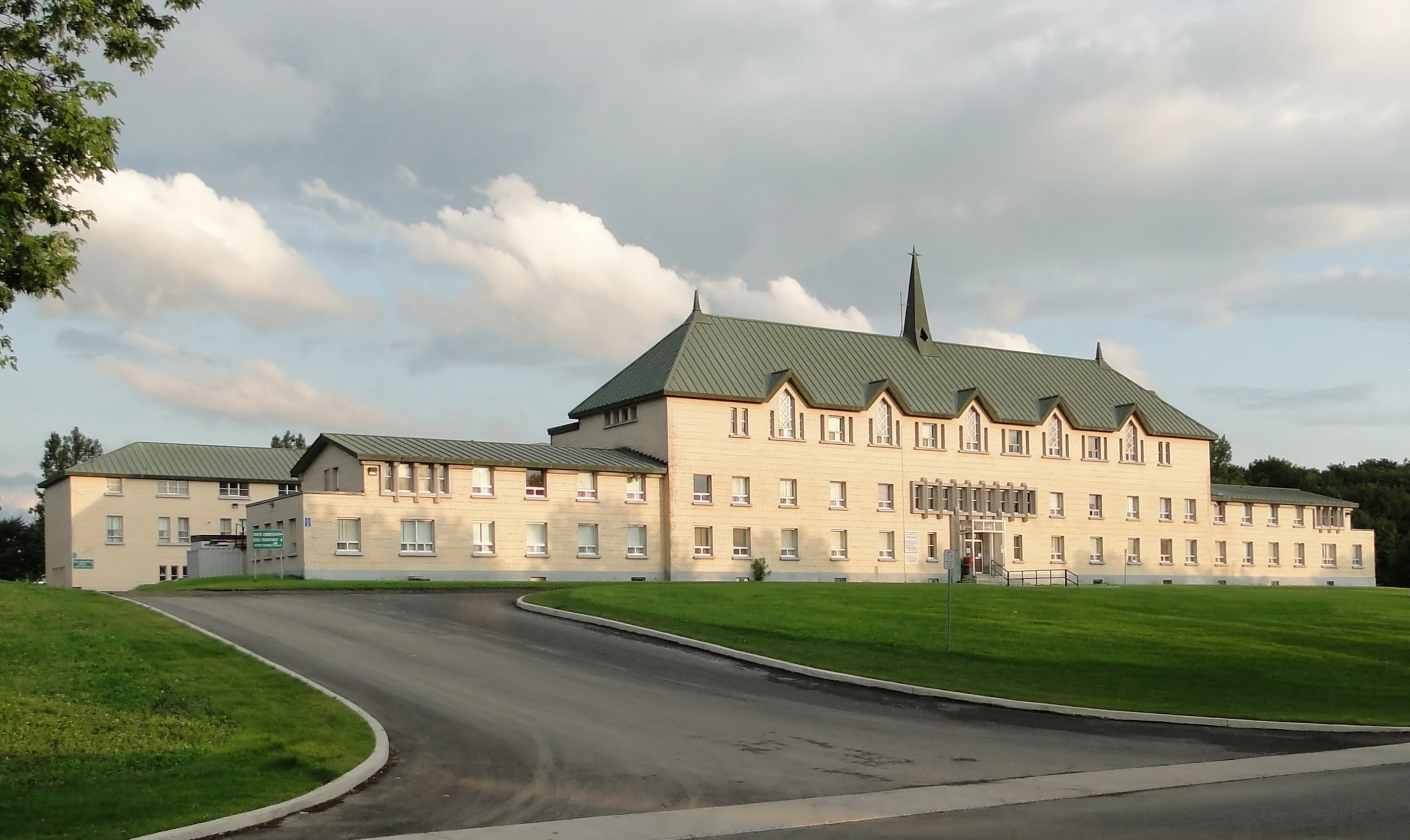
L'école secondaire Champagnat.
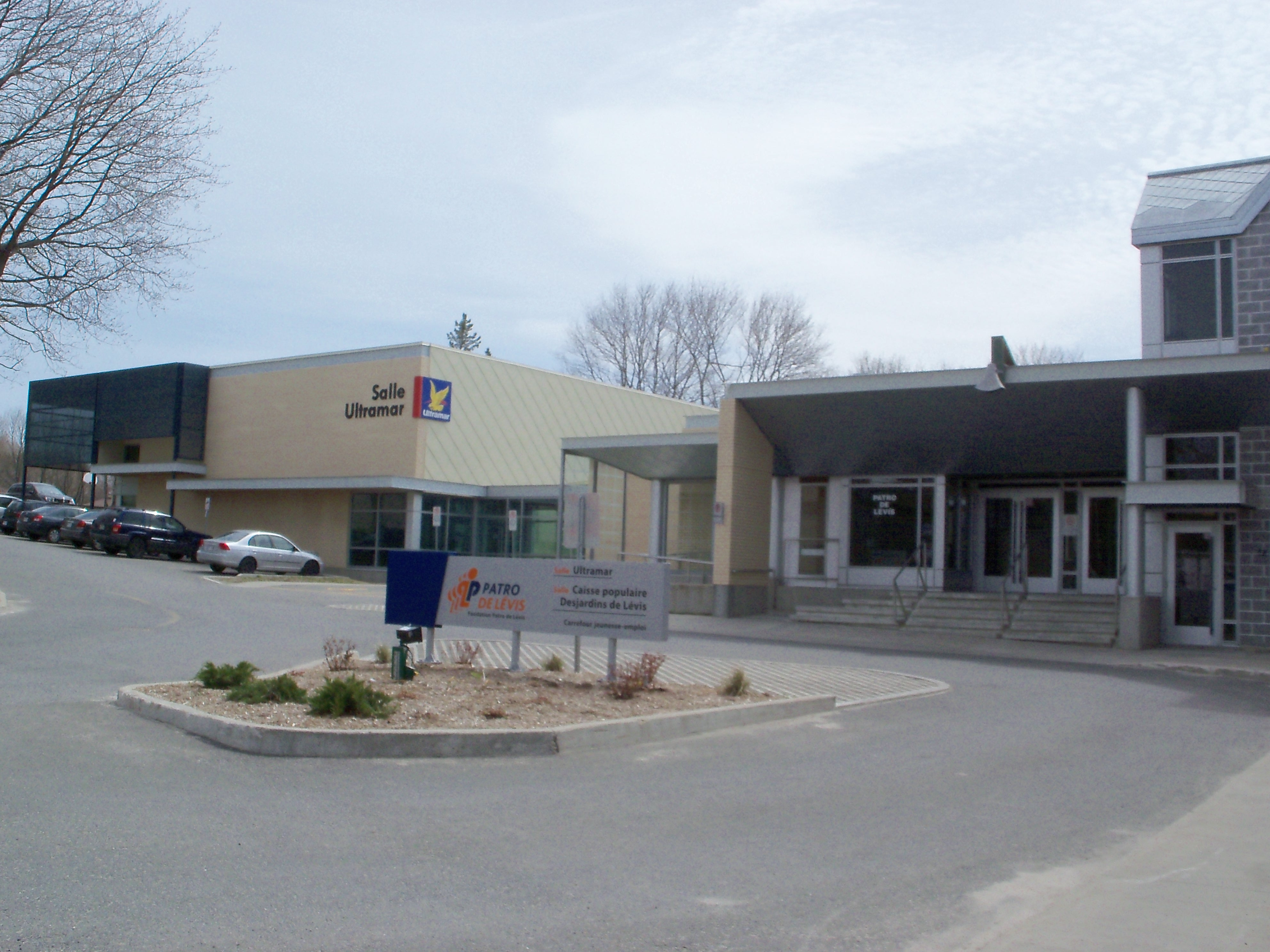
Entrée actuelle du Patro de Lévis avec la salle Ultramar sur la gauche.
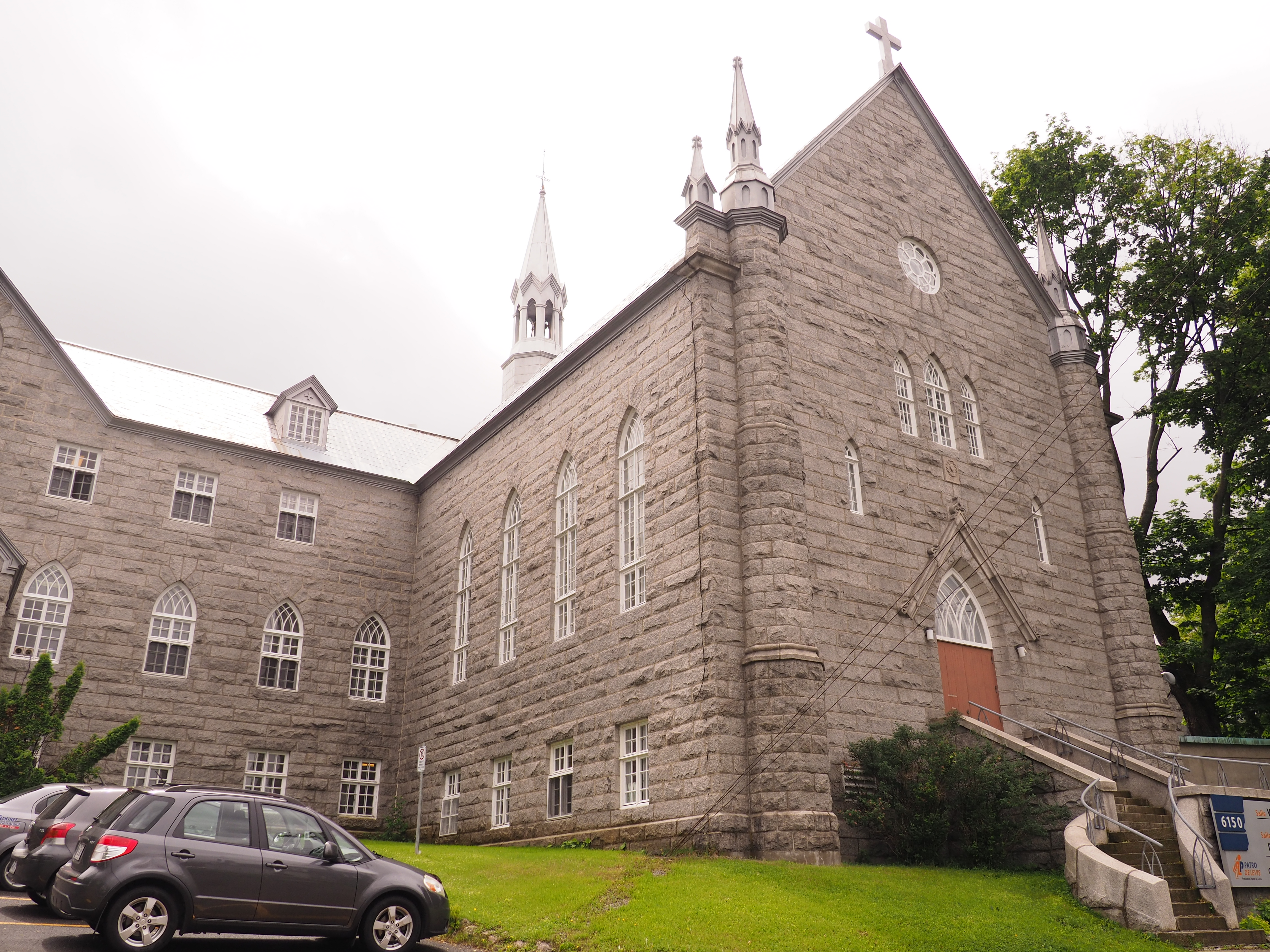
Chapelle du Patro de Lévis

## Activités
Le patro de Lévis propose de nombreuses activités sportives (ligues de Dek Hockey, Hockey cosom...), mais aussi ateliers culturels, artistiques ou informatiques. Le Patro de Lévis offre également le camp de jour Neo durant l'été.

## Personnalités liées
- Paul Hébert, acteur, metteur en scène et directeur québécois de théâtre[5].